# パスツレラ症
パスツレラ症（パスツレラしょう、英: pasteurellosis）は、パスツレラ属（Pasteurella）菌を原因菌とする日和見感染症で人獣共通感染症である。

## 原因
グラム陰性通性嫌気性両端染色性小短桿菌のPasteurella multocidaの感染を原因とする。まれにPasteurella canis、Pasteurella dagmatis、Pasteurella stomatis、Pasteurella hemolyticaなども原因となる。

## 疫学
イエネコの口腔には、約95%、爪には70%、イヌの口腔には、約75%の確率でパスツレラ属菌が常在菌として存在する。つまり、人獣共通感染症の様相を呈している。殆どが、咬傷あるいは掻傷により感染する。まれに外傷を伴なわない口腔経由の感染や飛沫感染などにより呼吸器系の疾患を起こすことがある。低免疫状態からの日和見感染、糖尿病、アルコール性肝障害の罹患者は重症化しやすい 。鶏肉が原因となった疑いのある食中毒症状の報告もある。

### 症状
- 犬、猫では一般に無症状。
- ウシの出血性敗血症。
- ヒトでは一般に無症状か軽症。咬傷箇所の発赤・腫脹・化膿(蜂巣炎)、気管支炎・肺炎などの呼吸器疾患、まれに髄膜炎、食中毒症状[4][5]。

咬傷、掻傷の約30分から数時間後に激痛を伴う腫脹と精液様の臭いのする浸出液が排液される。

### 診断
- 接触歴、膿汁からの菌の分離同定。

### 治療
- 感受性のある抗生物質を使用。

### 予防
対策としては、犬、猫からの咬傷や掻傷を受けないようにすることが予防の基本となる。